# Nemoura flaviscapa
Nemoura flaviscapa är en bäcksländeart som beskrevs av Aubert 1956. Nemoura flaviscapa ingår i släktet Nemoura och familjen kryssbäcksländor. Inga underarter finns listade i Catalogue of Life.